# Temporada de furacões no Atlântico de 1851
A temporada de furacões no Atlântico de 1851 foi a primeira temporada de furacões no Atlântico a ser incluída no registro oficial de ciclones tropicais no Atlântico. Seis ciclones tropicais conhecidos ocorreram durante a temporada, o primeiro dos quais se formou em 25 de junho e o último dos quais se dissipou em 19 de outubro. Essas datas estão dentro da faixa de maior atividade de ciclones tropicais do Atlântico. Nenhum dos ciclones existia simultaneamente com outro. Das seis tempestades, três têm apenas um único ponto conhecido em sua trajetória.
Dois outros furacões foram relatados durante a temporada, um perto de Tampico e outro perto da Jamaica; no entanto, eles não estão no banco de dados oficial de furacões. Pode ter havido outros ciclones tropicais não confirmados durante a temporada. O meteorologista Christopher Landsea estima que entre zero e seis tempestades foram perdidas no banco de dados oficial, devido ao pequeno tamanho do ciclone tropical, relatórios esparsos de navios e costeiros relativamente despovoadas.

## Resumo da temporada
Cinco dos seis ciclones tropicais afetaram a terra, incluindo três atingindo a terra com ventos de mais de 119 km/h (74 mph). O primeiro atingiu o Texas como um furacão, que causou danos moderados a pesados, principalmente à navegação na Baía de Matagorda. Uma morte foi indiretamente relacionada ao furacão, bem como pelo menos dois feridos.
O furacão mais forte e mortal da temporada seguiu do leste das Pequenas Antilhas, através das Grandes Antilhas, e através do sudeste dos Estados Unidos antes de ser observado perto de Terra Nova; foi empatado por ter a maior duração de um furacão antes de 1870.  Quando atingiu perto de Panama City, Flórida, com ventos de 185 km/h (115 mph), causou pelo menos 23 mortes, incluindo cinco quando um farol foi destruído. Muitas casas foram destruídas ao longo de seu caminho, principalmente ao longo do Panhandle da Flórida.
O outro furacão que atingiu a costa foi aquele que atingiu perto de Tampico, onde causou grandes danos. A última tempestade tropical da temporada atingiu Rhode Island, embora os danos associados sejam desconhecidos. Uma tempestade tropical afetou as Pequenas Antilhas no início de julho, e outra tempestade tropical permaneceu quase estacionária por três dias a sudeste da Carolina do Norte.

## Sistemas

### Furacão Um
um furacão pequeno de ventos de 150 km/h foi observado pela primeira vez em 25 de junho, cerca de 120 km/h a sudeste de Freeport, Texas. Ele seguiu para o oeste, movendo-se para a costa perto da Baía de Matagorda mais tarde naquela noite perto do pico de intensidade, com uma pressão barométrica central mínima estimada de 977 mbar; devido à falta de observações, é possível que o furacão tenha atingido o equivalente a um furacão de categoria 2 na escala Saffir-Simpson. O ciclone enfraqueceu lentamente ao virar para noroeste, com rajadas de vento com força de furacão relatadas em 24 horas após o desembarque no atual condado de Medina. Estima-se que a tempestade se dissipou no início de 28 de junho sobre o centro do Texas.
O furacão produziu grandes danos perto de onde se moveu para a costa, tendo sido descrito como o mais desastroso ocorrido até hoje. Os ventos destruíram todos os cais e várias casas em Porto Lavaca. Na Ilha Matagorda, a água salgada contaminou o abastecimento de água doce e, na Baía de Matagorda, foram relatadas perdas pesadas de navios. À medida que o ciclone avançava para o interior, caiu chuva leve a moderada, com pico em torno de 5 mm em Corpus Christi. Um forte perto do dia atual Laredo relatou 63 mm de precipitação. Em seu caminho, os ventos derrubaram várias árvores e casas, deixando duas pessoas feridas e contribuindo para uma morte quando um doente foi exposto à tempestade.

### Furacão Dois
Um furacão moderado atingiu a costa perto de Tampico, que foi descrito como tendo chegado à costa antes de 7 de julho; a Divisão de Pesquisa de Furacões avaliou a data como 5 de julho. Grandes danos foram relatados em Tampico.

### Tempestade tropical Três
Uma tempestade tropical passou pelo sul das Pequenas Antilhas em 10 de julho. A documentação geral sobre a tempestade era fraca e seu rastro em outros lugares é desconhecido.

### Furacão Quatro
O Grande furacão Flórida Meio do Panhandle de agosto de 1851 ou furacão San Agapito de 1851 foi observado pela primeira vez em 16 de agosto sobre 1 250 km a leste de Barbados. Seguiu para oeste-noroeste, atingindo o status de furacão em 17 de agosto ao se aproximar das Pequenas Antilhas. Pouco tempo depois, o furacão passou entre Antígua e São Cristóvão e posteriormente ao sul de Saint Croix. Em 18 de agosto roçou a costa sul de Porto Rico, embora tenha afetado toda a ilha devido ao grande tamanho da tempestade. No dia seguinte, atingiu a costa sul da República Dominicana. O ciclone enfraqueceu rapidamente para o status de tempestade tropical sobre Hispaniola, embora tenha recuperado o status de furacão ao se aproximar da costa sul de Cuba, próximo à costa. No final de 20 de agosto, o ciclone cruzou o oeste de Cuba, enfraquecendo brevemente para o status de tempestade tropical antes de recuperar novamente o status de furacão no sudeste do Golfo do México. Ele rapidamente se fortaleceu e atingiu ventos de pico de 185 km/h (115 mph) no início de 23 de agosto sobre 345 km ao sul-sudeste de Pensacola, Flórida. Virando para nordeste, o furacão se moveu para a costa perto de Panama City, Flórida, em pico de intensidade, com uma pressão barométrica estimada de 960 mbar. Ele acelerou no sudeste dos Estados Unidos, enfraquecendo para uma tempestade tropical antes de sair da Carolina do Norte para o Oceano Atlântico em 25 de agosto. Em 27 de agosto, foi observado pela última vez sobre a Terra Nova como uma tempestade tropical fraca.
O furacão passou perto de Santa Lúcia em 17 de agosto, onde foram relatadas marés altas e mar agitado. Inundações foram relatadas no norte de Porto Rico durante sua passagem. O impacto é desconhecido em Hispaniola e Cuba. O furacão produziu uma maré de tempestade estimada em 3,7 m em São Marcos; a combinação de ondas e marés fortes inundou áreas costeiras, destruindo 50% das plantações de algodão em algumas áreas. Mar agitado destruiu um brigue, matando 17 pessoas, e outra pessoa se afogou devido a um naufrágio. Esperava-se que muitos navios se perdessem na tempestade, resultando em receio de terem existido potencialmente centenas de mortes. A tempestade causou grandes danos ao longo da costa e em Apalachicola os ventos destruíram os telhados de todos, exceto dois ou três edifícios. O farol de Dog Island Light foi destruído, resultando em cinco mortes. Mais para o interior, muitas casas foram destruídas em Tallahassee, totalizando $ 60 000 em danos (1851 USD ). Grandes danos foram relatados no Alabama, incluindo plantações destruídas e casas danificadas; os danos no estado foram menores do que na Flórida. Ventos com força de furacão se estenderam até o sudoeste da Geórgia, enquanto ventos com força de tempestade tropical foram relatados ao longo da costa. Em Savannah, os ventos danificaram muitas casas e derrubaram muitas árvores. Na Carolina do Norte e na Virgínia, os ventos da tempestade destruíram campos de cultivo e pequenos edifícios; na região, foi descrita como a pior tempestade em 30 anos. Os danos da tempestade foram relatados no extremo norte de Cambridge, Massachusetts.

### Tempestade tropical Cinco
Em 13 de setembro, uma tempestade tropical foi observada pela primeira vez por volta de 360 km a sudeste de Cabo Hatteras, Carolina do Norte. Um navio próximo com o indicativo de chamada Cushnoc relatou ventos estimados de 97 km/h (60 mph), que foi considerado o pico de intensidade da tempestade tropical. Outro navio em 16 de setembro relataram ventos semelhantes no mesmo local; Assim, estima-se que tenha permanecido quase estacionário por três dias. Sua trilha completa é desconhecida.

### Tempestade tropical Seis
Uma tempestade tropical se desenvolveu em 16 de outubro a 250 km a leste de Cabo Canaveral, Flórida. Seguiu para nordeste, fortalecendo-se gradualmente para atingir ventos máximos de 110 km/h (70 mph) no início de 17 de outubro. Em 18 de outubro, a tempestade virou mais para o norte-nordeste à medida que seu movimento para frente aumentava. Enfraquecendo gradualmente, a tempestade se dissipou no final de 19 de outubro depois de atingir a costa em Rhode Island.

### Outros sistemas
Em 2 de agosto, um furacão foi relatado nas proximidades de Tampico. No entanto, não foi listado como um ciclone tropical no banco de dados oficial de furacões.
Uma avaliação do estudioso Michael Chenoweth indicou a presença de um furacão nas proximidades do oeste da Jamaica por volta de 7 de novembro. Atualmente, não está listado no banco de dados oficial de furacões.